# Evangelio completo
El Evangelio completo o Evangelio cuádruple es una doctrina teológica evangélica que resume el Evangelio en cuatro aspectos, a saber salvación, santificación, curación divina y segunda venida de Cristo.

## Doctrina

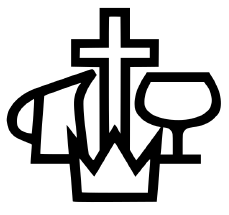
Logotipo de la Unión Mundial de la Alianza que representa los cuatro aspectos del Evangelio.

Este término tiene su origen en 1887 en una serie de sermones llamados "Fourfold Gospel" ("Evangelio cuádruple") por el pastor canadiense Albert Benjamin Simpson, fundador de la Unión mundial de la Alianza en Nueva York, en los Estados Unidos, que caracterizará su enseñanza. Según él, este concepto representa los 4 aspectos del ministerio de Jesucristo; Cristo el Salvador, Santificador, Sanador y Rey que pronto regresará.

## Historia

Logotipo de la Iglesia Cuadrangular que representa los cuatro aspectos del Evangelio.

En octubre de 1922, la evangelista canadiense Aimee Semple McPherson fundadora de Iglesia Cuadrangular usa la expresión "Evangelio Cuadrangular" que usa la misma doctrina en un sermón en Oakland (California) y que estará en el centro de su enseñanza.
Varias otras denominaciones pentecostales han sido influenciadas por esta doctrina que se llamará el "Evangelio completo".